# Senyal de rellotge

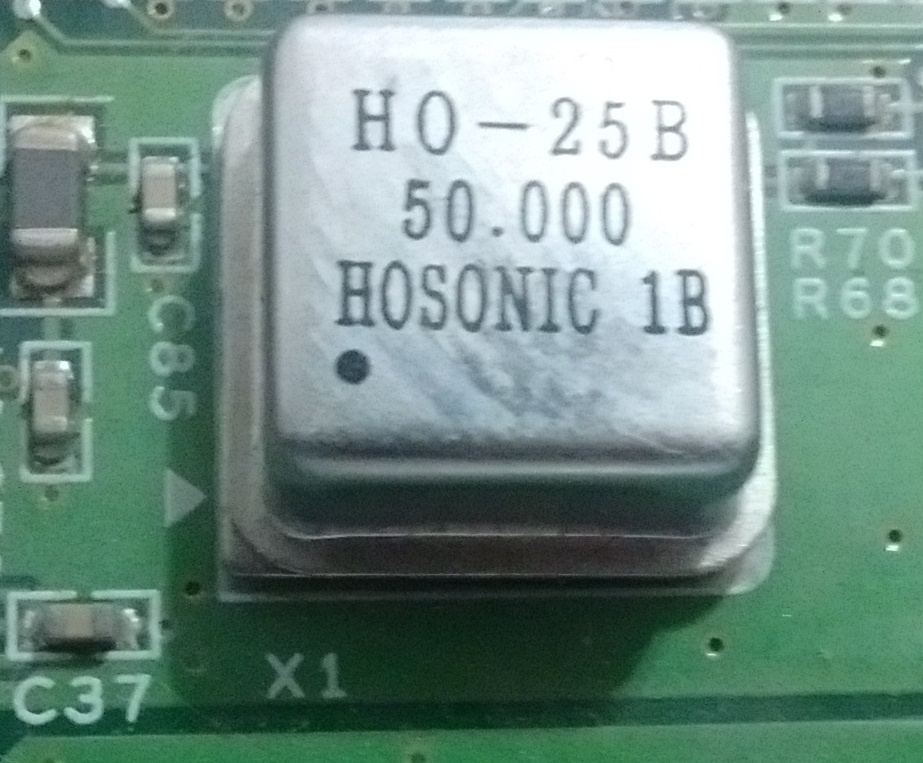
Generador de senyal de rellotge HO-25B, de 50Mhz, amb una sortida de nivells lògics de 3.3V compatible amb families lògiques HCMOS i TTL.

Un senyal de rellotge, en electrònica digital, és una seqüència que alterna zeros i uns que marca el pas del temps. El que limita el període entre l'inici d'un u i l'altre el limita la rapidesa de les transferències entre registres.
Serveix per coordinar les accions de diversos circuits, en especial per la sincronització de biestables en sistemes digitals complexos. Segons l'aplicació, el senyal de rellotge es pot repetir amb una freqüència determinada (fixa) o també ser aperiòdica (ser generada per un succés). En els casos en què hi ha un senyal de rellotge, sol donar-se per mitjà d'un generador de rellotge. El senyal oscil·la entre un nivell alt i baix, que es caracteritza per un període d'oscil·lació o bé per un valor de canvi, la freqüència de rellotge i el cicle de treball. Els circuits que fan servir el senyal de rellotge per sincronitzar-se, poden basar-se en el flanc ascendent o en el descendent del senyal. En el cas de Double Data Rate s'utilitzen ambdós flancs. En fulls tècnics i diagrames al senyal de rellotge se'l sol descriure com CLK.
La majoria de circuits integrats complexos requereixen un senyal de rellotge, per a sincronitzar diferents parts del xip i equilibrar els retards de les portes. Atès que els xips són cada vegada més complexos, és cada vegada més difícil proveir d'un senyal de rellotge precís i homogeni a tot arreu. Exemple il·lustratiu d'aquest problema són els microprocessadors, component central dels ordinadors moderns. Per als transistors se sol indicar la freqüència fins a la que és possible amplificar un petit senyal. Aquesta sol ser deu vegades major a la freqüència de rellotge.

## Freqüència de rellotge dels processadors
La freqüència de rellotge és el ritme amb què es tramiten les dades en un ordinador, i es mesura a en hertz. Atès que la freqüència dels processadors moderns arriba a milers de milions d'hertzs, les quantitats solen representar-se amb l'ajuda de prefixos com giga (G) per a milers de milions i mega (M) per a milions (mentre que per als sistemes embedded encara és freqüent parlar de kHz).
Per exemple, una freqüència de rellotge d'1 GHz significa un període de rellotge d'un nanosegon. El flux de dades d'un processador és de la freqüència de rellotge i del flux de dades quan es connecta amb la memòria principal. Les prestacions de càlcul (mesures per exemple en instruccions per segon (MIPS) o en FLOPS) no només depèn de la freqüència de rellotge, sinó també de l'arquitectura de tot el processador. Fins i tot aquells processadors que utilitzen el mateix conjunt d'instruccions, poden comptar amb prestacions molt diferents tot i tenir la mateixa freqüència de rellotge, motivades, per exemple, per la quantitat d'instruccions per cicle (IPC), per característiques pròpies del fabricant (per exemple, ampliacions de SIMD) o pel ja esmentat flux de la memòria. El flux d'IPC especifica totes les instruccions que pot executar un processador gràcies a la fer-les en paral·lel. Un processador amb un flux d'IPC més, fa més operacions de càlcul i calcula de forma més ràpida.